# 小河内川 (宇部市)
小河内川（こがわちがわ）は、山口県宇部市を流れる有帆川水系に属する小規模な二級河川。流路延長約2.07km。

## 地理
宇部市大字奥万倉字柏ノ木に発し、南流して同市大字西万倉字平田地先で有帆川左岸に合流する。
流域に、洪水調節と旧楠町への上水道利用を主目的とした多目的ダムの西万倉ダム（にしまぐらだむ）が建設計画中であったが、旧楠町が宇部市に合併し、旧楠町地区でも宇部市の水源である厚東川の水利を利用できるように利水計画を変更しダム事業から撤退した事を受けて事業の見直しを行った結果、2005年に建設が中止となった。